# Seioptera colon
Seioptera colon är en tvåvingeart som beskrevs av Friedrich Hermann Loew 1868. Seioptera colon ingår i släktet Seioptera och familjen fläckflugor. Inga underarter finns listade i Catalogue of Life.